# 前660年
| 千纪： | 前1千纪 |
| 世纪： | 前8世纪 \| 前7世纪 \| 前6世纪 |
| 年代： | 前690年代 \| 前680年代 \| 前670年代 \| 前660年代 \| 前650年代 \| 前640年代 \| 前630年代                                                                                               |
| 年份： | 前665年 \| 前664年 \| 前663年 \| 前662年 \| 前661年 \| 前660年 \| 前659年 \| 前658年 \| 前657年 \| 前656年 \| 前655年                                                                 |
| 纪年： | 周惠王十七年 魯闵公二年 齊桓公二十六年 晉献公十七年 秦成公四年 宋桓公二十二年 楚成王十二年 衛戴公元年 陳宣公三十三年 蔡穆侯十五年 曹昭公二年 郑文公十三年 燕庄公三十一年 杞德公十三年 |

## 大事记
- 一月一日（2月11日）：日本神武天皇建立日本国家
- 嬴任好繼位為秦國君主，是為秦穆公。
- 慶父與魯莊公夫人哀姜以毒餅殺死魯閔公，季友立魯莊公另一庶子公子申為為魯僖公，哀姜逃至邾國，慶父逃至莒國自縊而死，齊桓公命人殺死哀姜。
- 衛國都城朝歌被狄人攻破。

## 逝世
- 秦成公，秦國君主（生年不詳）。
- 衛懿公，春秋衞國第十八位国君。
- 魯閔公，魯莊公與叔姜的兒子，被公子慶忌謀殺。
- 慶父，魯桓公之子，魯莊公的庶長弟（一作庶兄），三桓之一孟孫氏之始祖。
- 哀姜，魯莊公夫人。